# Akropolis-Grab

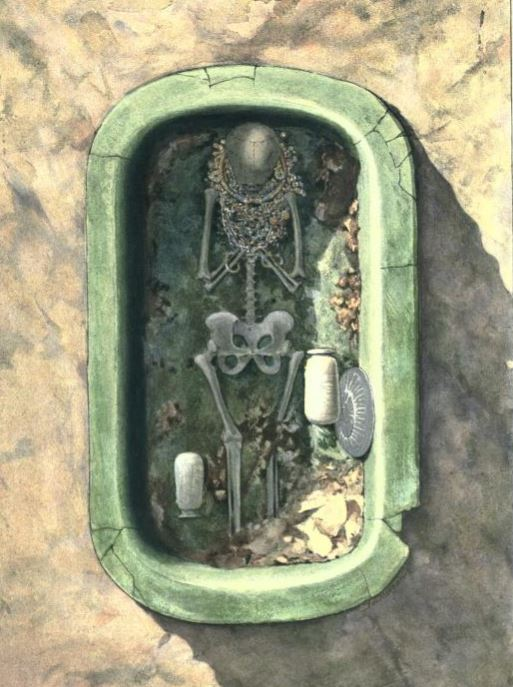
Die Fundsituation im Grabungsbericht

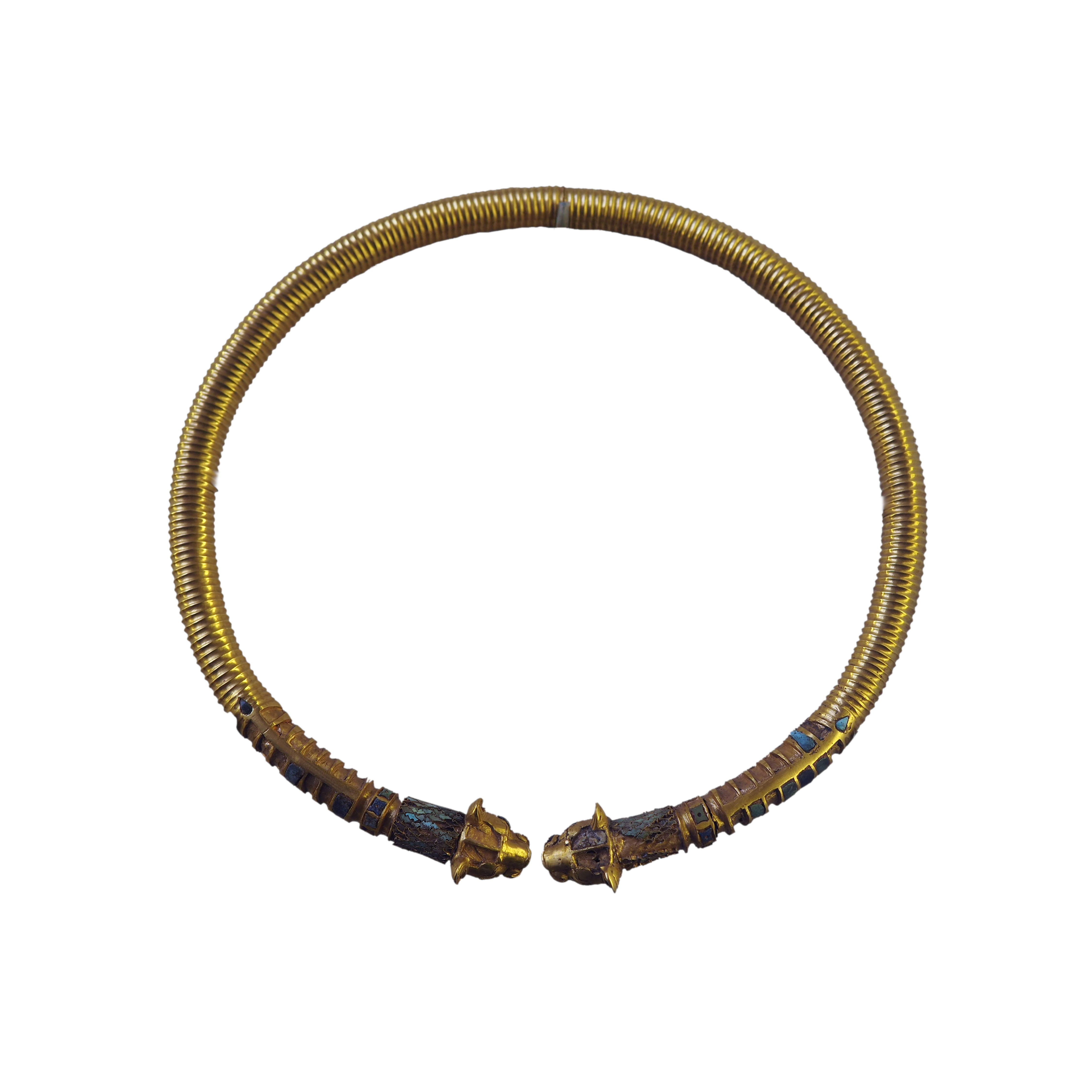
Torque mit Löwenköpfen

Das achämenidische Akropolis-Grab wurde von Jacques de Morgan bei Ausgrabungen am 6. Februar 1901 auf der sogenannten Akropolis in Susa (heute in Iran) entdeckt. Es handelte sich um einen wannenförmigen Bronzesarkophag, der unberaubt war und eine Reihe von goldenen Schmuckstücken und andere Objekte enthielt. Er gehört zu den reichsten Schatzfunden aus achämenidischer Zeit. Die Bestattung wird in die Mitte bis ans Ende des vierten Jahrhunderts v. Chr. datiert. Es handelt sich um die bisher einzige bekannte achämenidische Bestattung in Susa, obwohl ganz in der Nähe ein ähnlicher, jedoch beraubter Sarkophag gefunden wurde. Die Funde befinden sich heute zum großen Teil im Louvre.

## Beschreibung
Die Identität des oder der Verstorbenen ist unbekannt. Es war zunächst nicht sicher, ob hier ein Mann oder eine Frau beigesetzt war. Das Fehlen von Waffen, die kleinen Knochen und der reiche Schmuck verleitete den Ausgräber zur Annahme, dass hier eine Frau bestattet worden war. Wegen des schlechten Zustands der Zähne vermutete de Morgan, dass sie alt gewesen sei. Reiche Schmuckbeigaben sind aber auch bei Männern bezeugt. Da der Tote einen Torque trug, wird heute vermutet, dass hier ein Mann begraben lag. Torques sind im Achämenidenreich nicht als Frauenschmuck bezeugt.
Die undekorierte Bronzewanne war 56 cm hoch und 1,65 cm lang. Sie stand einst wahrscheinlich in einer Kammer mit gewölbter Decke. Die Anordnung der Funde in der Wanne ist anhand einer Zeichnung de Morgans und seinem Ausgrabungsbericht gut rekonstruierbar. Es können zwei Objektgruppen unterschieden werden. Einerseits gibt es Schmuck, den der Tote trug, andererseits sind weitere Objekte neben dem Toten deponiert worden. Alle Beigaben fanden sich innerhalb der Wanne.
Zu den Funden neben der Leiche gehören eine Silberschale und zwei Alabastren. Auf der Brust des Toten lagen diverse Ketten, teilweise mit Goldelementen, aber mit Perlen auch aus anderen Materialien. Um den Hals lag ein goldener Torque. Er ist hohl und mit Lapis Lazuli, Perlmutt und Türkis eingelegt. Seine Enden zeigen jeweils einen Löwenkopf. Zwei solide Armreife sind ähnlich gestaltet, bestehen aus denselben Materialien und zeigen auch Löwenköpfe. Sie fanden sich jeweils an einem Arm des Toten. Zwei runde Ohrringe bestehen wiederum aus Gold mit Einlagen aus Lapis Lazuli, Perlmutt und Türkis. Die Funktion verschiedener Achatperlen ist nicht geklärt. Sie sind heute als Kette rekonstruiert, was aber wohl nicht die ursprüngliche Funktion war. Sie waren vielleicht als Ornamente auf einem Kleidungsstück genäht. Zwei Münzen aus der phönizischen Stadt Aruad datieren in die Mitte des vierten Jahrhunderts v. Chr. und liefern einen Datierungshinweis zum Grab.

## Galerie
Funde aus dem Grab im Louvre

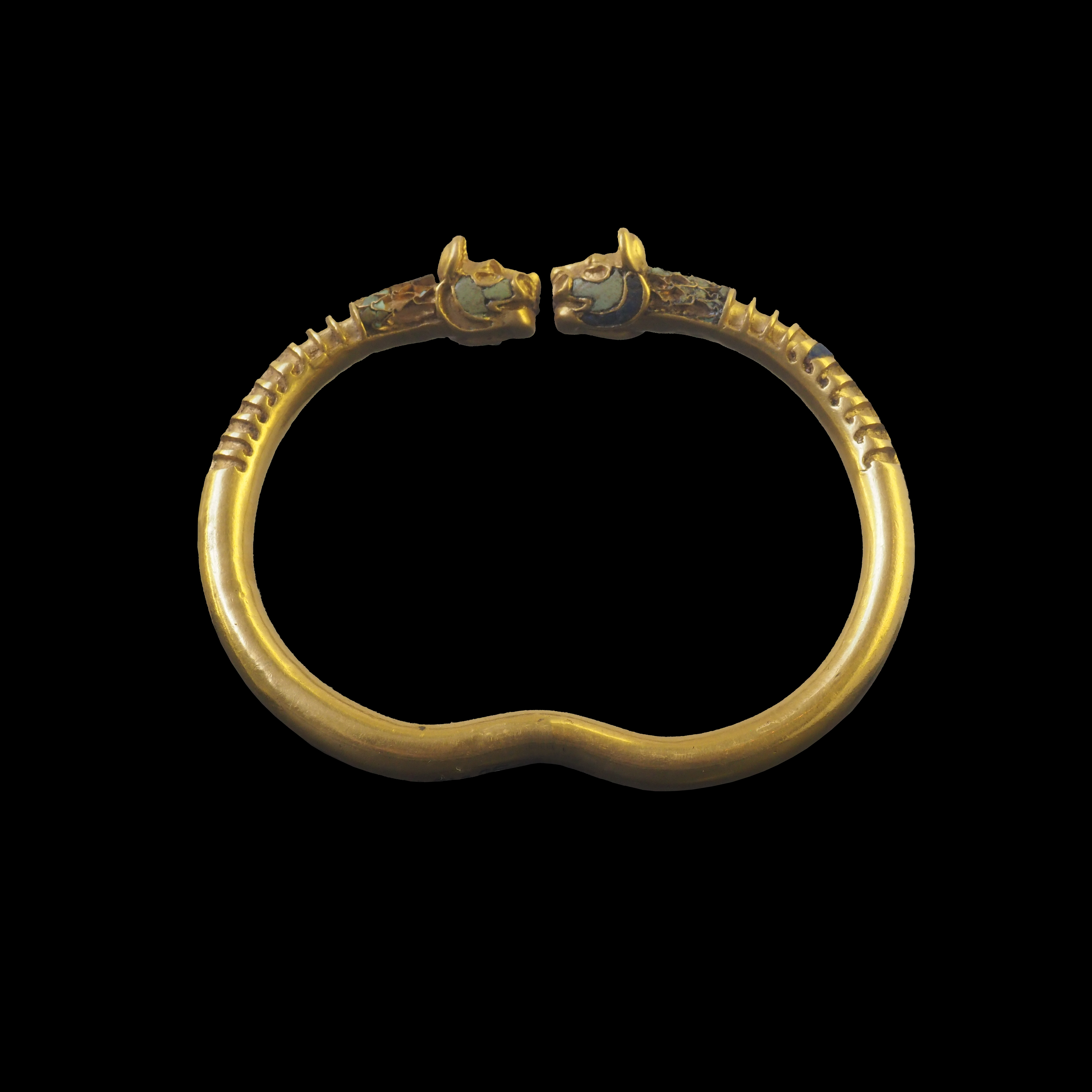
Armreifen mit Löwenköpfen
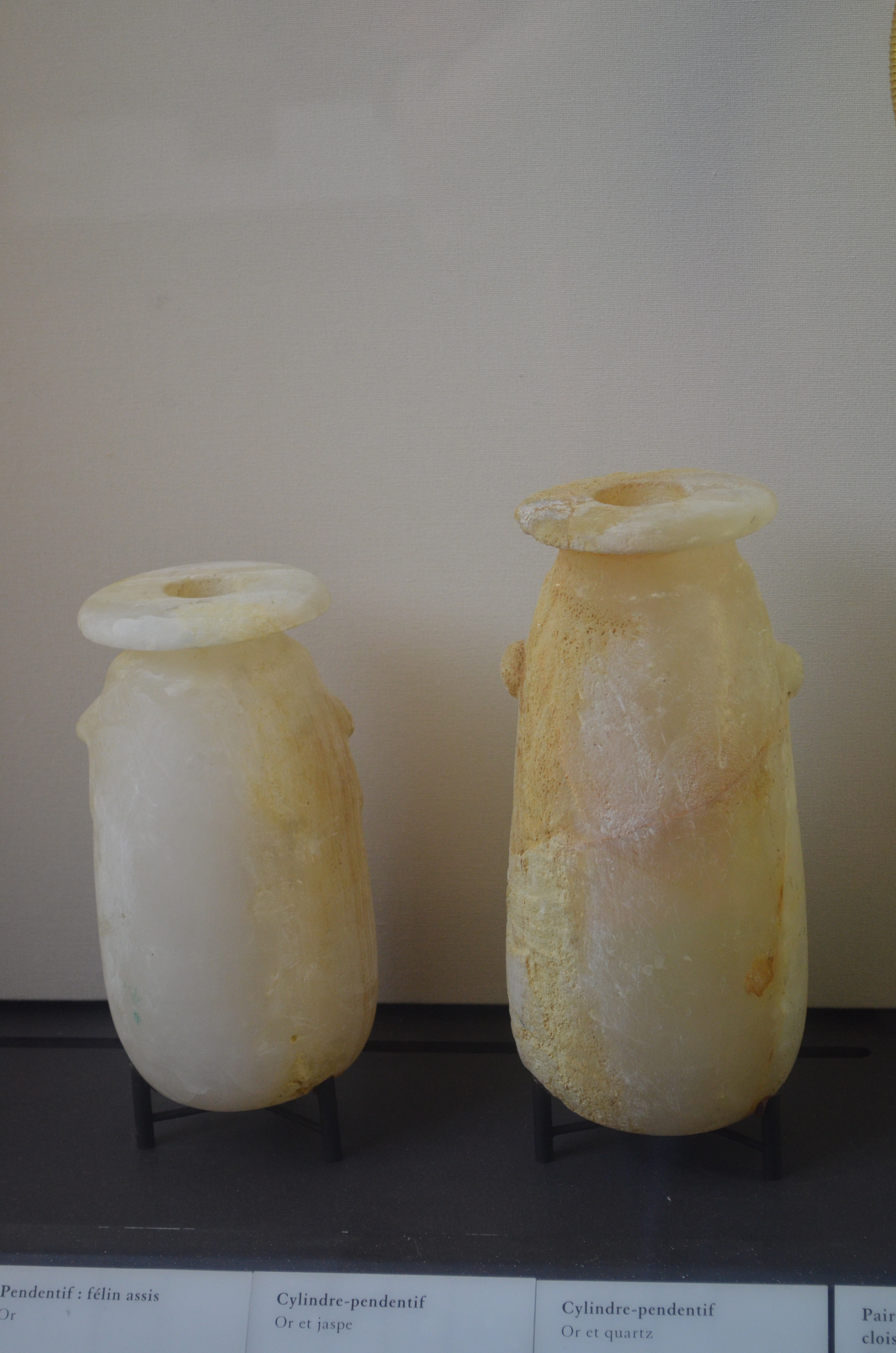
Die beiden Alabastren
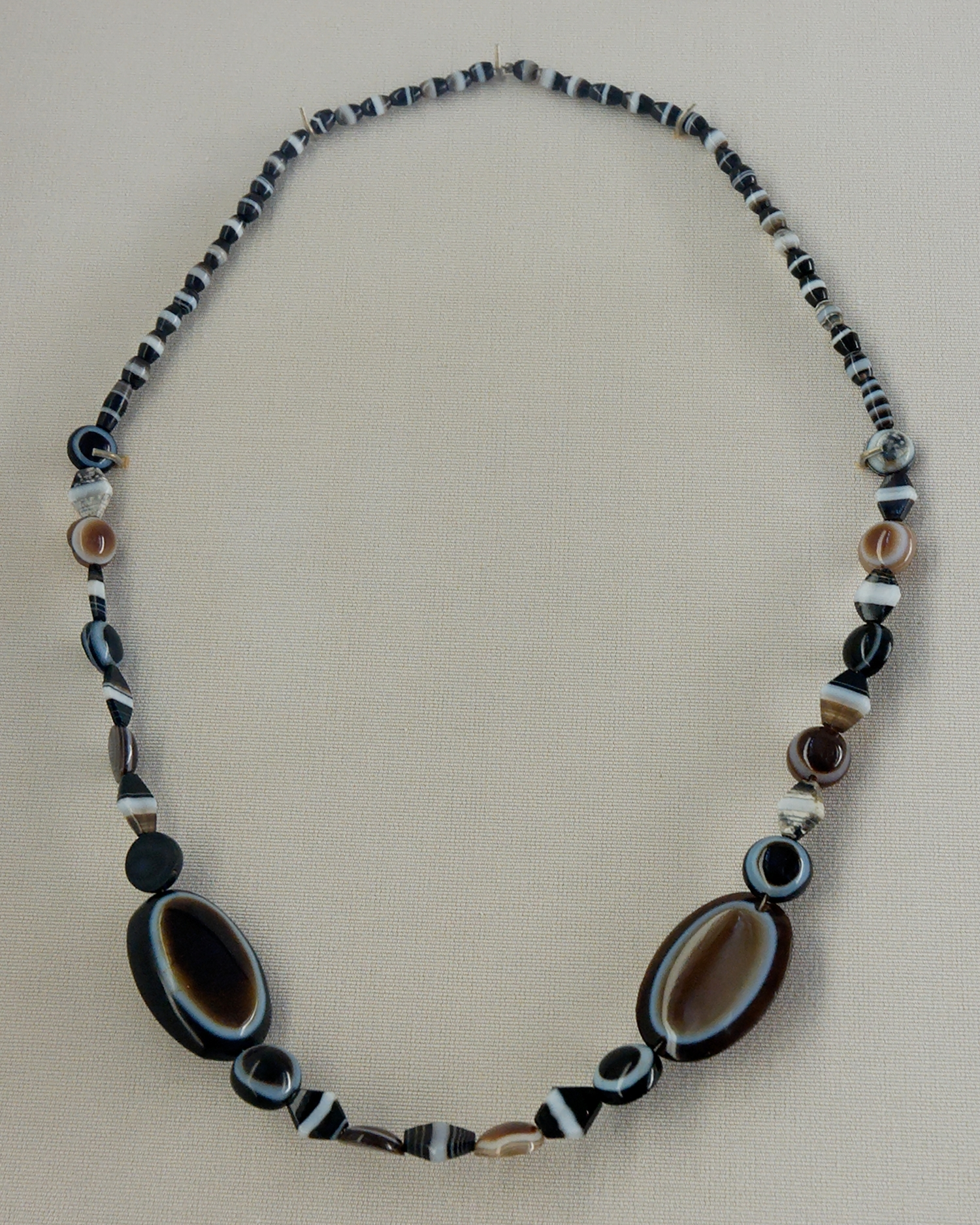
Achatperlen
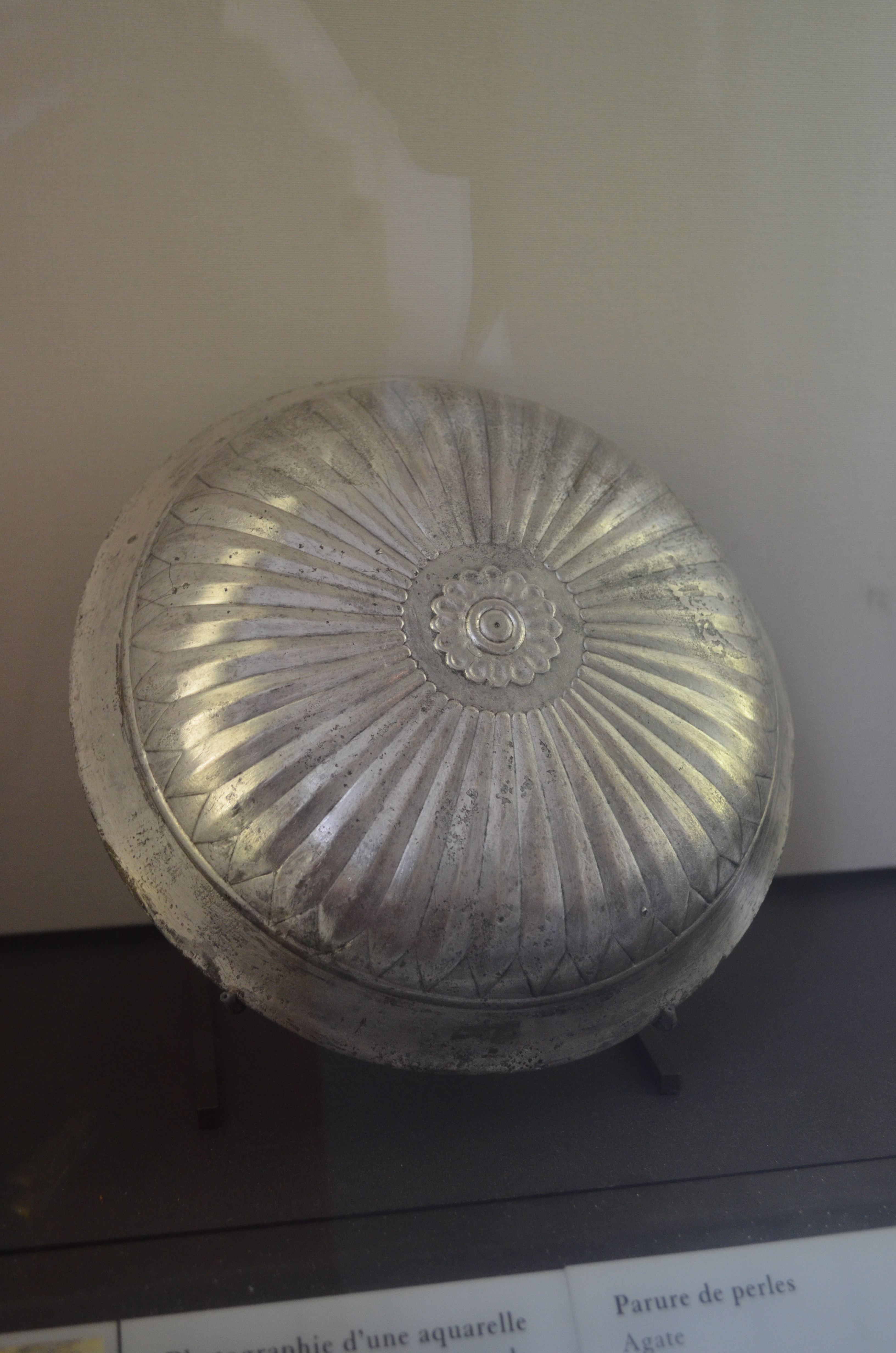
Silberschale
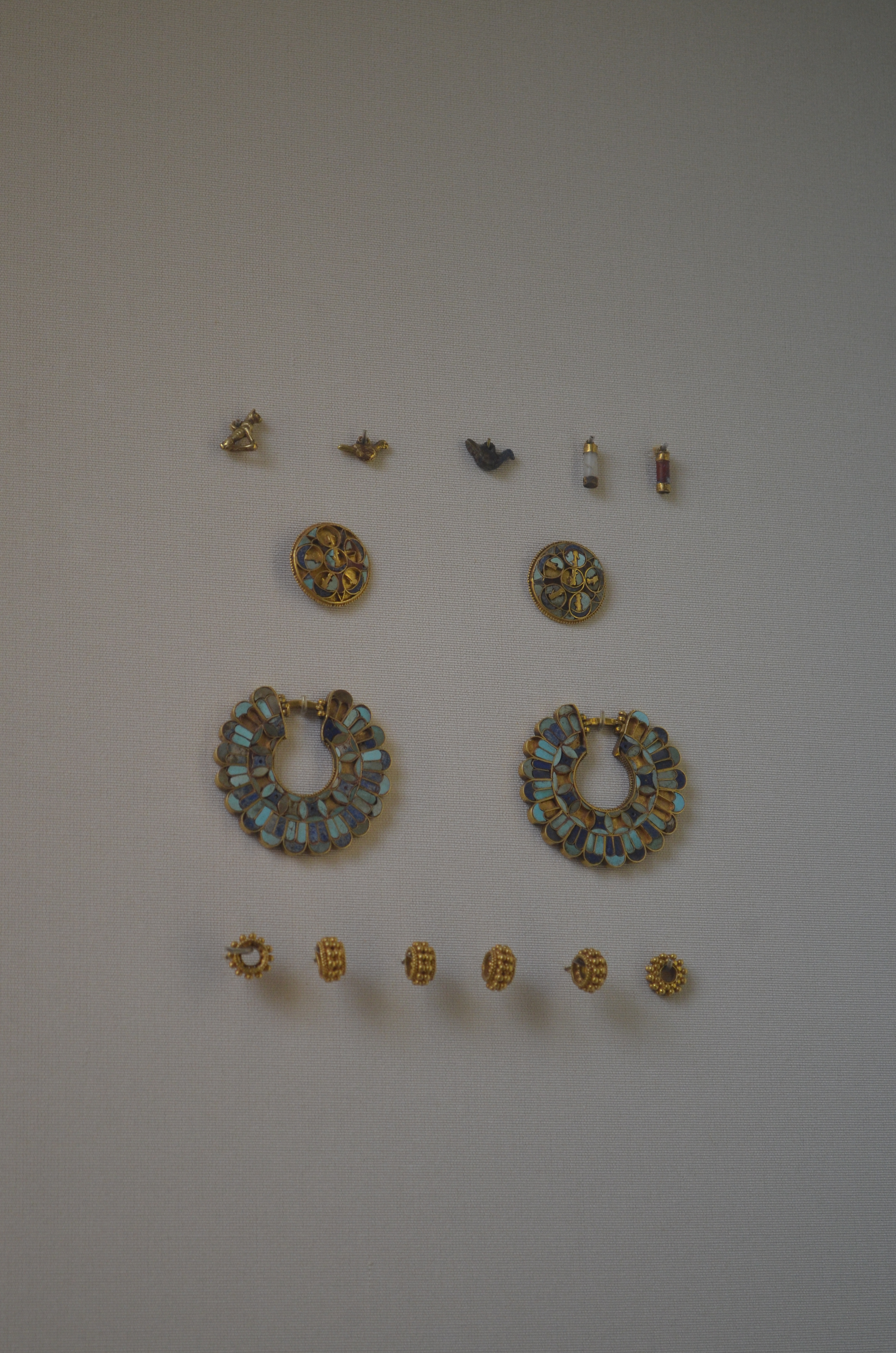
Ohrringe (Mitte)
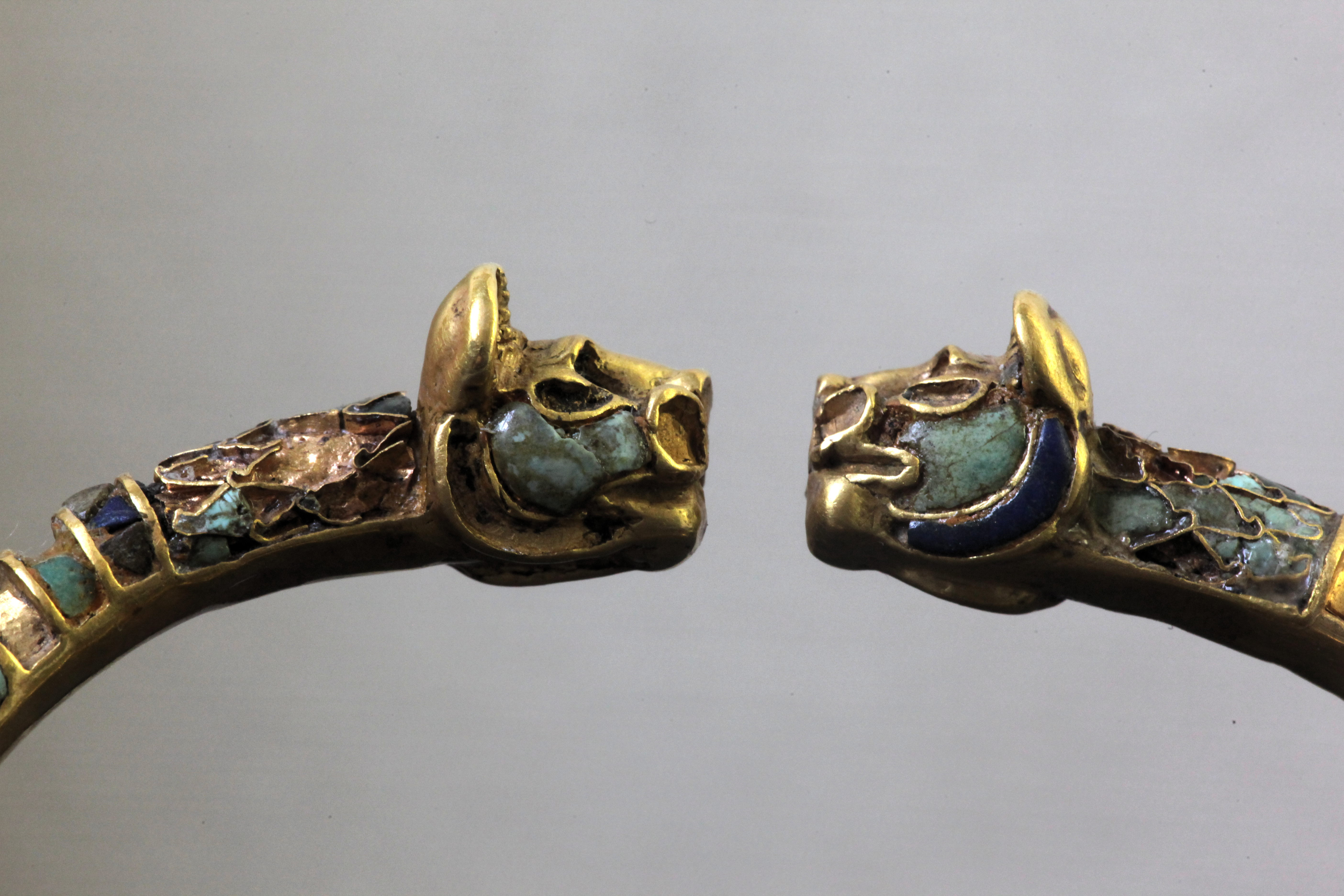
Löwen von einem Armreif